# Willy Tarbei
Willy Kiplimo Tarbei (ur. 30 maja 1998) – kenijski lekkoatleta specjalizujący się w biegu na 800 metrów.
W 2015 został mistrzem świata juniorów młodszych w Cali oraz zdobył złoty medal igrzysk Wspólnoty Narodów młodzieży. W 2016 zdobył srebrny medal mistrzostw świata juniorów w Bydgoszczy.
Rekord życiowy: 1:44,51 (17 czerwca 2015, Nairobi).

## Osiągnięcia
| Rok  | Impreza                               | Miejsce   | Konkurencja        | Lokata     | Wynik   |
| ---- | ------------------------------------- | --------- | ------------------ | ---------- | ------- |
| 2015 | Mistrzostwa świata juniorów młodszych | Cali      | bieg na 800 metrów | 1. miejsce | 1:45,58 |
| 2015 | Igrzyska Wspólnoty Narodów młodzieży  | Apia      | bieg na 800 metrów | 1. miejsce | 1:46,05 |
| 2016 | Mistrzostwa świata juniorów           | Bydgoszcz | bieg na 800 metrów | 2. miejsce | 1:45,50 |